# Viemo
Die Sprache Viemo (ISO 639-3: vig; auch vige, vigué und vigye genannt) ist eine Gursprache und ist innerhalb der Gur-Sprachen die einzige noch existierende Vertreterin der Viemo-Sprachen innerhalb der Niger-Kongo-Sprachfamilie.
Die Sprache wird von insgesamt 8.000 Personen in Burkina Faso in der Provinz Houet, etwa 40 Kilometer südöstlich von Bobo-Dioulasso im Departement Karankasso-Vigué, gesprochen.
Die Sprecher der Sprache sind zumeist zweisprachig mit der Amtssprache Französisch. Früher hatte jedoch das Dioula bei den Viemo-Sprechern die Funktion einer überregionalen Sprache.